# Acmaeodera lupinae
Acmaeodera lupinae är en skalbaggsart som beskrevs av Nelson 1996. Acmaeodera lupinae ingår i släktet Acmaeodera och familjen praktbaggar. Inga underarter finns listade i Catalogue of Life.